# Дитер Милер
Дитер Милер (Офенбах, 1. април 1954) бивши је немачки фудбалер.

## Биографија
Милер је играо и постигао погодак у финалу Европског првенства 1976. у Југославији, када је Западна Немачка изгубила после извођења пенала против Чехословачке. Поново је био у националном тиму на Светском првенству 1978. године, али је такмичење за Немце прошло без успеха. Када је играо за Келн поставио је рекорд са највише постигнутих голова на једном мечу Бундеслиге. Дана 17. августа 1977, постигао је шест голова у победи Келна резултатом 7:2 над Вердером Бременом на стадиону Мунгерсдорфер. Међутим, пошто су телевизијски сниматељи тог дана штрајковали, занимљиво је да не постоји ниједан снимак Милерових голова са те утакмице. Био је најбољи стрелац Бундеслиге у сезони 1977/78. са 24 постигнута гола у 33 утакмице, такође је и сезону раније био најбољи стрелац (34 гола у 34 наступа).
Након што је напустио Келн, играо је неколико сезона у Француској и Швајцарској, потом се вратио у Западну Немачку.
Доживео је породичну трагедију. Његов син Александар, стар 16 година, преминуо је од тумора на мозгу, 1997. године. Дана 5. октобра 2012. претрпео је јак срчани удар и пао у петодневну кому. Због тога му је уграђен пејсмејкер, престао је да пуши и променио начин исхране.

## Успеси

### Клуб
Келн
- Бундеслига: 1977/78.
- Куп Западне Немачке: 1976/77, 1977/78.

Бордо
- Првенство Француске: 1983/84, 1984/85.

### Репрезентација
Западна Немачка
- Европско првенство:  друго место 1976. Југославија.